# Gorna Kremena
Gorna Kremena (bulgariska: Горна Кремена) är ett distrikt i Bulgarien.   Det ligger i kommunen Obsjtina Mezdra och regionen Vratsa, i den västra delen av landet, 60 km nordost om huvudstaden Sofia.
Omgivningarna runt Gorna Kremena är en mosaik av jordbruksmark och naturlig växtlighet. Runt Gorna Kremena är det ganska glesbefolkat, med 43 invånare per kvadratkilometer.